# محمد أكسوي
محمد أكسوي (بالإنجليزية: Mehmet Aksoy)‏ هو صانع أفلام بريطاني، ولد في 27 فبراير 1985، وتوفي في 26 سبتمبر 2017 في الرقة في سوريا.